# Generation Zero
Generation Zero är ett datorspel för PC, Xbox One och Playstation 4, utvecklat av Avalanche Studios och utgivet den 26 mars 2019.

## Handling
Generation Zero utspelar sig i den fiktiva skärgårdsmiljön kallad Östertörn under svenskt 80-tal. Spelaren (Protagonisten) återvänder efter att ha varit borta en tid, men den båt som spelaren färdas i träffas av flera explosiva projektiler och spelaren tar sig skadad i land. Väl i land upptäcker spelaren katastrofer av postapokalyptiska mått samt robotar och att alla invånare har försvunnit. Det är upp till spelaren att utforska och ta reda på vad som har hänt med invånarna.

## Spelupplägg
Generation Zero kan spelas ensam eller med upp till tre andra spelare. Spelaren kan använda sig av skjutvapen, sprängämnen eller andra tekniker för att bekämpa fiender.

## Expansion
Alpine Unrest heter en expansion som har släppts till spelet. Den består av en numera öde och övergiven skidort på en ö i kustlandskapet. Där finns kraftfullare robotar, men också bättre vapen.